# Хаундорф
Хаундорф (њем. Haundorf) општина је у њемачкој савезној држави Баварска. Једно је од 27 општинских средишта округа Вајсенбург-Гунценхаузен. Према процјени из 2010. у општини је живјело 2.672 становника. Посједује регионалну шифру (AGS) 9577138.

## Географски и демографски подаци
Хаундорф се налази у савезној држави Баварска у округу Вајсенбург-Гунценхаузен. Општина се налази на надморској висини од 440–530 метара. Површина општине износи 51,3 km². У самом мјесту је, према процјени из 2010. године, живјело 2.672 становника. Просјечна густина становништва износи 52 становника/km².